# Ricki Herbert
Richard Lloyd "Ricki" Herbert (Auckland, 10 de abril de 1961) é um treinador de futebol e ex-futebolista neozelandês.

## Carreira
Participou da Copa de 1982 como zagueiro titular da Nova Zelândia, pela qual jogou 61 partidas entre 1980 e 1989. Em clubes, destacou-se jogando pelo Wolverhampton entre 1984 e 1986. Atuou também por Mt Wellington, Nelson United, Sydney Olimpic e Auckland University. Pendurou as chuteiras ainda em 1989, com apenas 28 anos.

## Treinador
Após 15 anos treinando equipes de pequena expressão da Nova Zelândia (Papakura City, Papatoetoe, Central United), além das equipes Sub-23 e Sub-19 da Nova Zelândia, Herbert comandou a seleção principal do país entre 2005 e 2013. Treinou ainda New Zealand Knights, Wellington Phoenix e NorthEast United, voltando a comandar seleções em julho de 2015, exercendo a função no time sub-23 de Papua Nova Guiné. Desde 2017, Herbert é treinador do Hamilton Wanderers.